# Sarandib Planitia
La Sarandib Planitia è una regione con un terreno relativamente privo di crateri di Encelado, luna di Saturno. Tale regione è situata a 4,4° latitudine nord e 298,0° longitudine ovest e si estende per circa 200 km. Dalle immagini di Voyager, la Sarandib Planitia è considerata parte dell'una o dell'altra pianura increspata (Kargel e Pozio 1996) o delle lisce pianure del (Rothery 1999)e si pensa sia il più giovane terreno di Encelado. Nelle più recenti immagini di maggior risoluzione inviate dalla sonda Cassini, Sarandib si presenta come una regione con creste relativamente basse, con una fascia di terreno fessurato che taglia la regione da nord-ovest a sud-est. In aggiunta, una serie di lunghe creste di compressione sono visibili nella parte occidentale di Sarandib Planitia, che ricordano analoghe zone di terreno su  Europa, come la Linea Astypalaea, una linea di frattura lunga circa 800 km vicino al Polo Sud del satellite di Giove. Solamente una ventina di crateri più larghi di un chilometro (il più grande è di soli 4,5 km) sono stati trovati nella regione di Sarandib, dimostrandone la giovane età.
La Sarandib Planitia è circondata a nord e ad ovest da una fascia di terreno scanalato chiamata Samarkand Sulci. La forte somiglianza in relazione al posizionamento spaziale fra Diyar Planitia e Harran Sulci fanno propendere per una formazione correlata con Sarandib Planitia e Samarkand Sulci.
Sarandib è l'antico nome arabo dello Sri Lanka, pronunciata anche Serendip e dal quale deriva la parola inglese  serendipity, che significa scoprire una cosa mentre se ne sta cercando un'altra, ed ispirata da una favola persiana: "I tre Principi di Serendip".